# Limnophora quadristriata
Limnophora quadristriata este o specie de muște din genul Limnophora, familia Muscidae, descrisă de Fritz Isidore van Emden în anul 1951. Conform Catalogue of Life specia Limnophora quadristriata nu are subspecii cunoscute.